# Mothers' Instinct
Mothers' Instinct (Instintos asesinos o Vidas perfectas, en español) es una película estadounidense de suspenso psicológico de 2024 dirigida por Benoît Delhomme en su debut como director y protagonizada por Jessica Chastain, Anne Hathaway, Josh Charles y Anders Danielsen Lie. Es una nueva versión de la película en francés de 2018 de Olivier Masset-Depasse, que a su vez fue una adaptación de la novela Mothers' Instinct, de 2012 (en francés: Derrière la haine), de Barbara Abel.
Mothers' Instinct se estrenó en Lituania el 8 de marzo de 2024, seguido del estreno en cines en el Reino Unido e Irlanda el 27 de marzo.

## Reparto
- Jessica Chastain como Alice Bradford
- Anne Hathaway como Céline Jennings
- Josh Charles como Damian Jennings
- Anders Danielsen Lie como Simon Bradford
- Caroline Lagerfelt como Jean
- Eamon O'Connell como Theo Bradford
- Baylen D. Bielitz como Max Jennings

## Producción
En octubre de 2020, se informó que Olivier Masset-Depasse fue contratado para dirigir, Jessica Chastain y Anne Hathaway fueron elegidas para protagonizar la película, y la productora de Chastain, Freckle Films, se dispuso a producirla. En junio de 2022, Benoît Delhomme sustituyó a Masset-Depasse como director tras su salida por "compromiso familiar". Josh Charles y Anders Danielsen Lie también se sumaron al elenco.
La película marca el debut como director de Delhomme.
La fotografía principal comenzó el 25 de mayo de 2022 en el Condado de Union, Nueva Jersey.

## Estreno
En mayo de 2022, Neon adquirió los derechos de distribución en Estados Unidos. Al mes siguiente, StudioCanal adquirió los derechos para Reino Unido e Irlanda, mientras que Amazon MGM Studios compró los derechos para Canadá, Australia y Nueva Zelanda.
Mothers' Instinct se estrenó en Lituania el 8 de marzo de 2024 y en el Reino Unido el 27 de marzo de 2024.